# Angous
Angous – miejscowość i gmina we Francji, w regionie Nowa Akwitania, w departamencie Pireneje Atlantyckie.
Według danych na rok 1990 gminę zamieszkiwało 121 osób, a gęstość zaludnienia wynosiła 19 osób/km² (wśród 2290 gmin Akwitanii Angous plasuje się na 1055. miejscu pod względem liczby ludności, natomiast pod względem powierzchni na miejscu 1331.).
| 1901 | 1962 | 1968 | 1975 | 1982 | 1990 | 1999 |
| ---- | ---- | ---- | ---- | ---- | ---- | ---- |
| 273  | 196  | 158  | 151  | 129  | 121  | 111  |